# Remington Модель 511 Scoremaster
Remington Модель 511 Scoremaster  гвинтівка з ковзним затвором, яку випускала компанія Remington Arms з 1939 по 1963 роки. Модель 511 мала ствол довжиною 640 мм, суцільну дерев'яну ложу з твердих порід та воронування металевих частин.

## Варіанти
Модель 511P
Модель 511P мала такі самі характеристики, як і стандартна модель, окрім мушки-лопаті типу Партрідж та апертурним ціликом типу "точка-крометр".
Модель 511SB
Модель 511SB була SmoothBore (Садова зброя) з механічним прицілом.
Модель 511X
Модель 511X мала покращені приціли і випускалася з 1965 по 1966 роки.